# Дефіляда (роман)
«Дефіляда» («Дефіляда в Москві») — роман українського письменника  Василя Кожелянка. Написано книгу в 1995—1997 роках.

## Про книгу
Належить до жанру історичної або альтернативної фантастики, є «українською альтернативною історією». Автор створив своєрідну історичну реконструкцію цілком можливих подій, що могли б відбуватись в Україні і поряд з нею за деяких обставин.
Роман є лауреатом премій «Гранослов» і журналу «Сучасність». Переможець акції «Книжка року-2000».

## Сюжет
Основою сюжету стала альтернативна історія про перемогу військ Вермахту і Українського Війська (як найбоєздатнішої частини цих військ) під час Другої світової війни. Червону армію відкинули за Урал, Гітлер і Бандера приймають парад на Красній площі в Москві. По суті у художньому просторі книжки Україна постає геополітичною силою, яка у Другій світовій війні здолала Росію і вже протистоїть Німеччині.
Основні дії роману відбуваються в Чернівцях, рідному місті автора.
Твір написано в дещо комедійному стилі. Його можна вважати похідним від фольклорно-анекдотичної традиції.
Роман Василя Кожелянка є, за словами автора післямови Ігоря Буркута, свідомо провокативним. «Для нас цей твір перш за все є спробою позбутися застарілих комплексів. Легко сміятися з інших, але лише сміх зі своїх недоліків свідчить про міцне психічне здоров'я».

## Видання
- Перше видання окремою книгою: Львів: Кальварія, 2000. ISBN 9-667-09299-2.
- Перевидання: Львів: Видавництво Старого Лева, 2015 (з передмовою Ростислава Семкова) ISBN 978-617-679-114-0.
- Перевидання: Івано-Франківськ: Лілея-НВ, 2020(передмова Олександра Бойченка, післямова Інги Кейван). ISBN 9789666685141.[4]